# Ken Leung
Kenneth „Ken” Leung (ur. 21 stycznia 1970 w Nowym Jorku) – amerykański aktor pochodzenia chińskiego.

## Życiorys

### Wczesne lata
Urodził się w Nowym Jorku jako syn Kim-Chong Lui i biznesmena Wang-Gang Leunga. Jego matka była z nim w ciąży, kiedy rodzina wyemigrowała do Stanów Zjednoczonych. Dorastał w Two Bridges w Lower East Side na Manhattanie, gdzie uczęszczał do Pierre English Boarding School. Jego rodzina przeniosła się do Midwood na Brooklynie, gdzie wychowywał się przed ukończeniem szkoły średniej w Old Bridge w New Jersey. Studiował jako stypendysta uniwersytecki na Uniwersytecie Nowojorskim. Uczył się aktorstwa u Catherine Russell i Nan Smithner, a następnie krótko z Anne Jackson w Herbert Berghof Studio.

### Kariera
W 1994 trafił na Off-Broadway jako Minh Schumann w przedstawieniu Duch w maszynie (Ghost in the Machine). Zadebiutował na ekranie w roli Barry’ego w komediodramacie Witaj w domku dla lalek (Welcome to the Dollhouse, 1995). W 1998 powrócił na scenę w roli Jamesa Lessa w sztuce Corpus Christi. Od 18 kwietnia 2002 do 20 czerwca 2004 na Broadwayu grał Ching Ho w komedii muzycznej Thoroughly Modern Millie. 

## Filmografia

### Filmy
- 1995: Witaj w domku dla lalek (Welcome to the Dollhouse) jako Barry
- 1995: Pictures of Baby Jane Doe jako sprzedawca
- 1997: Fatalna namiętność (Red Corner) jako Peng
- 1997: Kundun – życie Dalaj Lamy (Kundun) jako spiker radiowy w Pekinie (głos)
- 1998: Godziny szczytu (Rush Hour) jako Sang
- 1999: Man of the Century jako Mike Ramsey
- 2000: Zakazany owoc (Keeping the Faith) jako Don
- 2000: Family Man (The Family Man) jako Sam Wong Deli Clerk
- 2000: Maze jako doktor Micao
- 2001: Vanilla Sky jako edytor
- 2001: A.I. Sztuczna inteligencja (Artificial Intelligence: AI) jako Syatyoo-Sama
- 2001: Zawód: Szpieg (Spy Game) jako Li
- 2002: Na przekór (Face) jako Willie
- 2002: Czerwony smok (Red Dragon) jako Lloyd Bowman
- 2004: Rewizja osobista (Strip Search) jako Liu Tsung-Yuan
- 2004: Miasto gangów (Sucker Free City, TV) jako Lincoln Ma
- 2004: Piła (Saw) jako detektyw Steven Sing
- 2005: Walka żywiołów (The Squid and the Whale) jako doradca szkolny
- 2006: X-Men: Ostatni bastion (X-Men: The Last Stand) jako Kid Omega
- 2006: Plan doskonały (Inside Man) jako Wing
- 2006: Tylko Grace (Falling for Grace) jako Ming
- 2007: Year of the Fish jako Johnny
- 2007: Shanghai Kiss jako Liam Liu
- 2008: Piła V (Saw V) jako detektyw Steven Sing (Cameo)
- 2009: Works of Art (film krótkometrażowy) jako John Kim
- 2015: Gwiezdne wojny: Przebudzenie Mocy (Star Wars: The Force Awakens) jako admirał Statura
- 2021: Old jako Jarin
- 2023: Missing jako Kevin
- 2024: Joker: Folie à deux jako dr Victor Liu

### Seriale TV
- 1995: Prawo i porządek (Law & Order) jako technik kryminalistyczny Chung
- 1997: Oblicza Nowego Jorku (New York Undercover) jako David Kwan
- 2000: Wonderland
- 2000: Prawo i porządek (Law & Order) jako Stephen Wong
- 2000: W ostatniej chwili (Deadline) jako Fung
- 2000: Oz jako Bian Yixue
- 2002: Prawo i porządek (Law & Order) jako Tommy Wong
- 2007: Rodzina Soprano (The Sopranos) jako Carter Chong
- 2008-2010: Zagubieni (Lost) jako Miles Straume
- 2011: Żona idealna (The Good Wife) jako Shen Yuan
- 2012–2013: Impersonalni (Person of Interest) jako Leon Tao
- 2013: Zero Hour jako ojciec Reggie
- 2013: Oszustwo (Deception) jako Donald Cheng
- 2014–2016: Nocna zmiana (The Night Shift) jako Topher Zia
- 2017: Inhumans jako Karnak
- 2019: W potrzebie (High Maintenance) jako Gene
- 2019: Czarna lista (The Blacklist) jako Michael Sima